# Кутеповы
Кутеповы — русские дворянские роды.
Многие предки фамилий Кутеповых служили дворянские службы Российскому Престолу в качестве детей боярских и других чинах и жалованы были от Государей ранее XVI века поместьями. Кутеповы внесены в VI часть родословных книг Орловской, Курской, Тульской и др. губерний.  Одно из первых упоминаний одноименного села Кутепово известно ранее XV века на р. Протве на Калужской земле.

## Известные и ранние представители
В XVI — начале XVII веков по писцовым книгам, десятням и др. документам Кутеповы известны в основном в Тульском, Орловском и Курском уездах (служилые люди по отечеству). Также в городах Москве, Суздале и др.:
- Кутепов, Михаил Федоров сын (1588) — слобода Дергилева сотня, Дедилов.[3] и Тула. Его брат Матвей Федоров сын Кутепов, Тула (1587—1589). Их сыновья Тимофей Матвеев сын Кутепов и Роман Михайлов сын Кутепов упомянуты в Десятне новиков, поверстанных в 1596 году[1] в Туле. Их отец и дед Федор Юрьев сын Кутепов, Тула (1587—1589). Таким образом, Юрий Кутепов, самый ранний из известных сегодня по документам Кутеповых, родился примерно в 1495 г., во времена Ивана III. При этом самое раннее одноименное село Кутепово известно ранее XV века на р. Протве, сегодня это Калужская область.
- Кутепов, Тренка (Терентий) Оверкеев — г. Орел (1594—1595), от него ведет род большая часть Кутеповых Курского уезда. В писцовой книге Орловского уезда 1594/1595 года значится Тренка Оверкеев сын Кутепов. В 1620-х года его шестеро сыновей владели поместными дачами в Курском уезде Тускарском стане по реке Рати. Родоначальник Кутеповых деревни Троица на Рати — Федор Терентьев сын. Кутеповы деревни Кутепово Курского уезда — это потомки Романа Терентьева сына.
- Кутепов, Иван Обакумов — г. Орел (1594—1595), наряду с Зотом Федоровичем Кутеповым и Тренкой (Терентием) Оверкеевичем Кутеповым упомянут в писцовой книге Орловского уезда 1594/1595.
- Кутепов Фома — в 1611—1612 гг. во время Нижегородского ополчения направлен кн. Дмитрием Михайловичем Пожарским дьяком в Суздаль с воеводой кн. Романом Петровичем Пожарским, принимавшем активное участие в Освободительной борьбе против польско-литовских интервентов.
- Кутепов, Федор Степанов сын — тулянин, сын боярский, служил в рейтарском полку Вилима Джонстона — ранен в бою под Конотопом в 1659 году «…ранен из пищали в левую руку…».
- Кутепов, Николай Иванович (1851—1907) — русский генерал, заведующий хозяйством Императорской охоты, автор многотомного очерка «Великокняжеская, царская и императорская охота на Руси».
- Кутепов, Сергей Иванович (1853—1905) — русский военный деятель, командир лейб-гвардии 2-го Царскосельского стрелкового батальона, брат предыдущего. Его сыновья:
  - Александр (1881—1930). Окончил в 1900 году Павловское военное училище, полковник лейб-гвардии Егерского полка, затем — командир 35-го Сибирского стрелкового полка. Служил с 1918 года по гражданскому управлению в Добровольческой армии, а затем был помощником начальника Государственной стражи в Одессе. Эвакуировался в 1920 году в Константинополь, проживал в Белграде, после чего переехал в Бельгию[4].
  - Владимир (1884—1938). Окончил в 1903 году Пажеский корпус, полковник лейб-гвардии Егерского полка. Служил гвардейских частях и гражданском управлении в Вооруженных силах Юга России. В эмиграции был со старшим братом[5].
- Павел Александрович Кутепов — чиновник по крестьянским делам корпуса лесничих (после столыпинской реформы стал председателем Землеустроительной комиссии). Род Павла Александровича идет от тульских Кутеповых.
  - Пасынок предыдущего, Кутепов, Александр Павлович (1882—1930) — русский военный деятель, один из руководителей Белого движения, эмигрант. Его сын:
    - Кутепов, Павел Александрович (1925—1983) — сотрудник Отдела внешних церковных сношений Московского Патриархата.

## Описание герба
Щит разделен горизонтально на две части, из них в верхней части, в правом поле, изображена серебряная шестиугольная звезда, а в левом голубом поле — серебряная же подкова, шипами обращенная вверх. В нижней части, в чёрном поле, поставлено золотое стропило.
На щите дворянский коронованный шлем. Нашлемник: три страусовых пера. Намёт на щите голубой, подложенный золотом. Герб рода Кутеповых внесен в Часть 5 Общего гербовника дворянских родов Всероссийской империи, стр. 113.

## ДНК-тест Y-хромосомы Кутеповых
У потомка орловско-курской ветви Кутеповых, идущей от Романа Терентьевича Кутепова (упоминается в Курской десятне 1636 года, родоначальник Кутеповых из деревни Кутепова Курского уезда и один из шести сыновей Терентия Оверкеевича Кутепова, упомянутого в писцовой книге Орловского уезда 1594/1595 года), определена гаплогруппа R1a Z280>Z92>YP569>Y11268* (id гаплотипа на YFull: YF108629). Представители этой ветви Кутеповых также переехали из Курского уезда на Алтай в конце 19 в.